# Bačetín
Bačetín település Csehországban, Rychnov nad Kněžnou-i járásban. Bačetín Val, Kounov, Bystré, Ohnišov, Dobré és Dobruška településekkel határos. Lakosainak száma 385 fő (2024. január 1.).

## Népesség
A település lakosságának változását az alábbi diagram mutatja:
| Lakosok száma | 623  | 563  | 532  | 328  | 314  | 393  | 399  | 395  | 368  | 385  |
|               | 1869 | 1900 | 1921 | 1961 | 1980 | 2011 | 2016 | 2019 | 2021 | 2024 |